# Jangka Alue
Jangka Alue is een bestuurslaag in het regentschap Bireuen van de provincie Atjeh, Indonesië. Jangka Alue telt 692 inwoners (volkstelling 2010).